# Sinan Eroglu
Sinan Eroglu (Amsterdam, 13 februari 1987) is een Nederlands acteur van Turkse afkomst.

## Carrière
In 2012 speelde Eroglu een grote bijrol in de soapserie Goede tijden, slechte tijden waar hij de rol van Bilal Demir speelde waar hij een groot deel in seizoen 23 was te zien. Vanaf 2013 speelde hij ook rollen in Lieve Liza als Jeremy Otto en in Zusjes waar hij 8 afleveringen was te zien als Hassie Ünsal. Daarna kreeg hij een rol in Jeuk! waar hij een fruitbezorger speelde. Ook kreeg hij rollen aangeboden in Nederlandse politieseries waar hij in Rechercheur Ria Razouk El Abissi vertolkte en kreeg de rol van Mert Aysin op zich in politieserie Flikken Maastricht in twee afleveringen. 
In mei 2022 vertolkte Eroglu de hoofdrol van Marco in de bioscoopfilm Foodies, daarnaast zong hij tevens samen met zangeres Karsu Dönmez het nummer Zo anders in als titelsong voor de film. In 2023 was Eroglu te zien als Jezus in The Passion.

## Filmografie

### Film
- 2015: Homies, als Nordin
- 2022: Costa!!, als Kay
- 2022: Foodies, als Marco
- 2022: De Tatta's, als Volkan
- 2023: Elemental, als klant met sterretjes (stem)
- 2023: Beraber, als Mahir
- 2023: De Tatta's 2, als Volkan
- 2024: Scotoe, als Sino (werkte tevens als regisseur en scenarioschrijver)
- 2024: Rokjesnacht, als Gilberto
- 2024: De Mannenmaker als Sam
- 2024: De jackpot, als Rico
- 2025: Love Fail Repeat als schaker
- 2025: Dubbel zes, als Marvin
- 2025: Dochters, als Vincent

### Televisie
- 2012: Goede tijden, slechte tijden, als Bilal Demir
- 2013: Lieve Liza, als Jeremy Otto
- 2013: Zusjes, als Hassie Ünsal
- 2014: Jeuk!, als Fruitbezorger
- 2014: Rechercheur Ria, als Razouk El Abissi
- 2014: Flikken Maastricht, als Mert Aysin
- 2015: De Affaire, als Prem Kara
- 2015-2016: Evli ve Öfkeli, als Cenk
- 2016: Danni Lowinski, als Orkan Topal
- 2017: De mannentester, als Kaan
- 2017: De Vlucht, als Raymond 'Ray' Assen
- 2018: Yasak Elma, als Hakan Kurtulus
- 2019: DNA, als Rodan Çelik
- 2020: All Stars en Zonen, als Gökhan de Wit
- 2021: Flikken Maastricht, als Chris Boot
- 2022: Der Amsterdam Krimi, als Goran
- 2023: The Passion, als Jezus
- 2023: Sinterklaasjournaal, als Hans
- 2023: Rwina, als Mehmet
- 2024: Costa!! de serie, als Kay